# Methyl salicylat
Methyl salicylat (công thức hóa học C6H4(HO)COOCH3 còn được gọi là salicylic acid methyl ester, methyl-2-hydroxybenzoat) là sản phẩm tự nhiên của rất nhiều loại cây, được dùng làm thuốc giảm đau, chống viêm. Methyl salicylat có tác dụng gây xung huyết da, thường được phối hợp với các loại tinh dầu khác dùng làm thuốc bôi ngoài, thuốc xoa bóp, cao dán giảm đau.

## Sinh tổng hợp và xuất hiện
Hợp chất methyl salicylat lần đầu tiên được phân lập (từ cây Gaultheria procumbens) vào năm 1843 bởi nhà hóa học người Pháp Auguste André Thomas Cahours (1813–1891), người đã xác định nó là một ester của acid salicylic và methanol.
Loài cây Gaultheria procumbens tổng hợp chất này.
Sinh tổng hợp methyl salicylat phát sinh thông qua quá trình hydroxyl hóa của acid benzoic bởi một cytochrome P450 tiếp theo là methyl hóa bởi một enzyme methylase.
Methyl salicylat có thể được sản xuất như một cách chống động vật ăn cỏ. Nếu cây bị côn trùng ăn cỏ ăn, việc tiết ra methyl salicylat có thể hoạt động như một sự trợ giúp trong việc tuyển dụng côn trùng có lợi để tiêu diệt côn trùng ăn cỏ. Ngoài độc tính của nó, methyl salicylat cũng có thể được sử dụng bởi thực vật như một pheromone để cảnh báo các loại thực vật gây bệnh khác như vi rút khảm thuốc lá.